# راغب حرب
راغب حرب (۱۹۵۲–۱۹۸۴ میلادی)، روحانی شیعه و سیاستمدار لبنانی و از رهبران حزب‌الله لبنان بود.

## تحصیلات
راغب حرب در سن هفت سالگی برای فراگیری علوم ابتدایی به مدرسه‌ای در جبشیت و برای دوره دبیرستان به منطقه نبطیه رفت. در اوایل سال ۱۹۶۹ برای تحصیل علم به بیروت رفت و یک سال بعد به نجف سفر کرد. در سال ۱۹۷۴ میلادی در پی تبعید حزب بعث عراق به لبنان بازگشت. او پس از بازگشت از عراق امام جمعه جبشیت شد.

## فعالیت‌ها
او با کمک جمعیّت فرهنگی خیریّه توانست پرورشگاه سیده زینب را تأسیس کند. همچنین «خانه پول مسلمانان» را ایجاد کرد. حرب همچنین در شهر شرقیه مدرسه‌ای ابتدایی تأسیس کرد.
او باعث ایجاد «بنیاد شهید حزب‌الله لبنان» شد. این نهاد یکی از مؤسسات زیرمجموعه حزب‌الله لبنان است.

### حضور اسرائیل در لبنان
در ۱۹۸۲ میلادی هنگامی که او برای شرکت در کنفرانسی اسلامی در ایران بود خبر حضور اسرائیل در لبنان را شنید و بلافاصله به لبنان بازگشت و خود را به شهر جبشیت رساند. در آنجا با نیروهای اسرائیلی جنگید.
در ۸ مارس ۱۹۸۳ میلادی، توسط عناصر صهیونیستی اسرائیل بازداشت شد.
پس از تظاهرات در جنوب لبنان، هفده روز بعد آزاد شد.

## ترور
در شب جمعه ۱۶ فوریه ۱۹۸۴ میلادی وی توسط عناصر آژانس امنیت ملی رژیم صهیونیستی مورد سوءقصد قرار گرفت و ترور شد.